# 松原菜野花
松原 菜野花（まつばら なのか、1996年4月2日 - ）は、日本の女優、元子役である。バイツ所属。かつてはスマイルモンキーに所属していた。

## 出演

### テレビドラマ
- ドラマ30 お・ばんざい! 第8話（2007年、毎日放送・TBS） - 萌絵 役
- 受験の神様（2007年、日本テレビ） - 松野役
- トップセールス（2008年、NHK） - 槙野久子（幼少） 役
- パーフェクト・リポート 第8話（2010年、フジテレビ） - 中学生 役

### 映画
- 秋な桜（2006年 / 日本映画学校制作） - 宮森沙那 役
- 母べえ（2007年）- 幸江役
- ブタがいた教室（2008年）
- 琥珀色のキラキラ（2008年 / 短編） - 藍沢涼子 役
- チチを撮りに（2013年） - 東村呼春 役
- 魔女の宅急便（2014年） - タカ 役
- 沈まない三つの家（2013年） - 神田花菜 役
- 1/11 じゅういちぶんのいち（2014年）
- 悼む人（2015年） - ユミ 役
- 幕が上がる（2015年） - 八木美咲 役
- リスナー「RADIO GIRLS」（2015年 / オムニバス映画の一挿話）
- まぼろし（2015年）
- 湯を沸かすほどの熱い愛（2016年）- 宮田留美 役
- 想影（2017年 / 短編） - 中村由美 役
- 長いお別れ（2019年）長いお別れ (中島京子)
- ぬけろ、メビウス!!（2023年） - 木下奈月 役[2][3]

### CM
- タカラトミー「チャームエンジェル」（2006年）
- JAグループ「みんなのよい食プロジェクト」（2009年）
- ベネッセ「進研ゼミ高校講座 歌う新高1生」（2012年）
- ソニー「"SCREEN STORY" Brand CM」（2012年）
- 日本ケンタッキー・フライド・チキン「「国内産」篇」(2015年)

### VP
- タカラトミー「チャームエンジェル」（2006年）
- NTTドコモ「ケータイ安全教室2011」（2011年）

### スチール
- 日経ホーム出版社「日経トレンディ-新製品150完全テスト-」（2006年）

### WEB
- Z会 小学生コース（2008年）
- 雨が降るから傘をさす（2013年）

### その他のテレビ番組
- 現役教師1000人大告白!先生だって人間なんだSP!（2005年、フジテレビ）
- 現役教師1000人大告白!先生だって人間なんだ頑張れ!春の応援SP（2006年、フジテレビ）
- 現役教師1000人大告白!先生だって人間なんだSP（2006年、フジテレビ）
- リアルタイム -はしか大流行の謎を追え!-（2007年、日本テレビ）
- きょーこ先生の空想保健室（2011年、NHK教育）

## エピソード
- 中野量太監督作には『琥珀色のキラキラ』『チチを撮りに』『沈まない三つの家』『湯を沸かすほどの熱い愛』の四本に出演している。